# Porta d'Europa
Porta d'Europa (en español, Puerta de Europa o Puente Puerta de Europa) es un puente basculante de España (también llamado puente levadizo o móvil) que forma parte de las infraestructuras e instalaciones del Puerto de Barcelona. Fue inaugurado en junio de 2000, después de un año de trabajos. 
El puente es propiedad de la Autoridad Portuaria de Barcelona. Los contratistas que participaron en la construcción de la obra fueron FCC (Fomento de Construcciones y Contratas) y Guinovart. Por otra parte, la empresa encargada de la construcción en acero fue la española Urssa.

## Historia

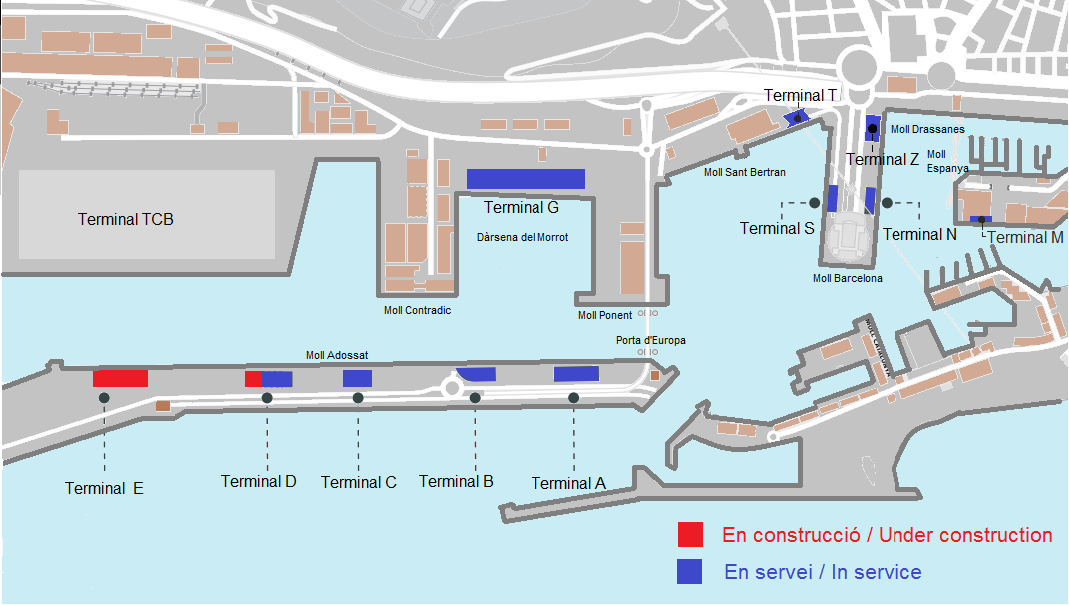
El Puerta de Europa une las comunicaciones terrestres del Muelle de Poniente con el Muelle Adosado.

La necesidad de construir este puente surgió a raíz del importante crecimiento de tráfico que el Puerto de Barcelona sufría lo largo de los años 90 y algunas décadas anteriores, en las que ya se habían llevado a cabo tareas de modernización de las instalaciones portuarias. Coincidiendo con la entrada del nuevo milenio, se vio conveniente situar el Puerto de Barcelona en el eje de los principales corredores de transporte de Europa. Para lograr este objetivo, era necesario incrementar la productividad de las terminales, ampliar la oferta logística, dar paso a la iniciativa privada y reordenar los usos mejorando el tráfico de pesqueros, cruceros turísticos y embarcaciones deportivas, facilitando la renovación de las aguas interiores y mejorando las condiciones medioambientales. Por este motivo, se proyectó la construcción de una nueva bocana en el dique de abrigo que, no obstante, quedaba aislada del resto de las instalaciones portuarias, de modo que era imprescindible la construcción de un puente móvil que uniera el muelle de Poniente y el que quedaría adosado.
De estas circunstancias nació el puente Puerta de Europa, cuyo diseño se adjudicó a Juan José Arenas, con la asistencia técnica de Walter Kaufmann. Después de un año de trabajos, fue finalmente inaugurado en junio de 2000.

## Diseño y funcionalidad

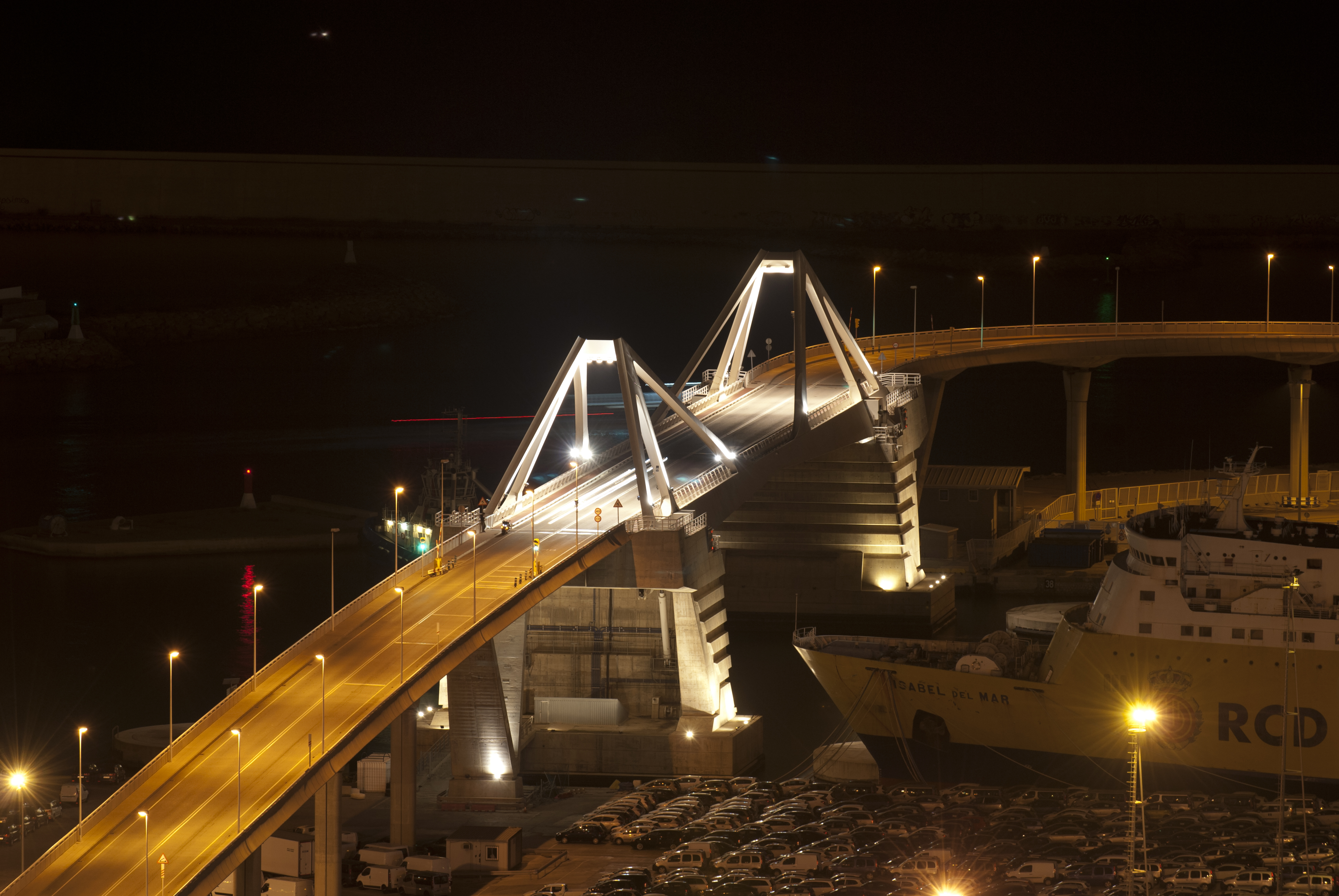
Iluminación del puente Porta d'Europa de noche.

Desde el primer momento, la confección del puente Puerta de Europa llevó de manera intrínseca los conceptos de funcionalidad y estética, por lo que su diseño se desprende un aire escultórico. Además, supuso un reto por la complejidad ingenieril y la integración en el entorno.
El puente en sí se compone de una estructura basculante en acero formada por dos hojas a 22,5 metros de altura, que se apoyan sobre dos pilas ubicadas en la dársena. El puente se abre para mitad en plano vertical para dar paso a embarcaciones con una luz libre de canal de navegación de 100 metros entre las dos pilas.
El tablero móvil es atirantado. Los tirantes son unos de los elementos más característicos de la estructura. Ayudan a soportar las fuerzas y colaboran en la resistencia de los esfuerzos debidos al viento cuando el puente está abierto. Cada borde lateral del puente (en total 4) dispone de un tirante para él, de manera que transforma el dintel continuo en un conjunto atirantado. Los tirantes están construidos en acero estructural y son capaces de trabajar en compresión (cuando el viento sopla con el puente abierto) y al mismo tiempo en tracción (aligerando las flexiones que se producen en el tablero cuando el puente está cerrado). En total, se utilizó 1.300 toneladas de acero estructural.
Las pilas sobre las que se apoya el tablero móvil están cimentadas sobre pilotes y formadas por cajas abiertas de hormigón. Esto hace que tengan un diseño abierto que dejen ver la rotación de las hojas móviles, incluidos los contrapesos, de manera que se puede ver cómo la estructura gira cuando el puente se abre y se cierra.
Al puente se accede a través de dos viaductos de acceso que se levantan hasta 22 metros sobre el nivel del mar. Estos viaductos están formados por tableros continuos de hormigón pretensado y se apoyan sobre soportes de aspecto sencillo y esbelto. Las pilas en forma de V mayúscula permiten la transición de los viaductos hacia el puente móvil.
En su aspecto funcional, el puente permite el paso de embarcaciones de gran envergadura gracias a su movilidad. Ahora bien, las embarcaciones más pequeñas (barcas recreativas, pesqueros y remolcadores) de hasta 19 metros de altura pueden traspasarlo sin la necesidad de abrir el tramo móvil. Para naves mayores, hay que abrir el puente, una operación que se realiza desde un centro de control ubicado en el interior del recinto portuario. Normalmente, el tiempo requerido para hacer las maniobras (abrir o cerrar el puente) es de 3 minutos. Ahora bien, en superficie, esta operación supone una espera de 20 minutos para los vehículos terrestres que atraviesan el puente. 
Para facilitar la circulación de los coches, se dispone de una sección transversal de 12 metros de altura formada por dos carriles de 3,5 metros de anchura cada uno, arcenes de 1 metro y aceras de 1, 5 metros.
El conjunto de los 2 viaductos de acceso y el puente en sí enen una longitud total de 1.150 metros.

## Récords
Inmediatamente después de su puesta en servicio y desde entonces, la Puerta de Europa ha ostentado el récord de ser el mayor puente de su tipología en el mundo. Los 109 metros que mide la luz de su tramo móvil, es decir, la distancia entre las rótulas de rotación de cada una de sus hojas, le han otorgado el récord y el renombre de ser un puente singular y único en el mundo con estas características.

## Galería de imágenes

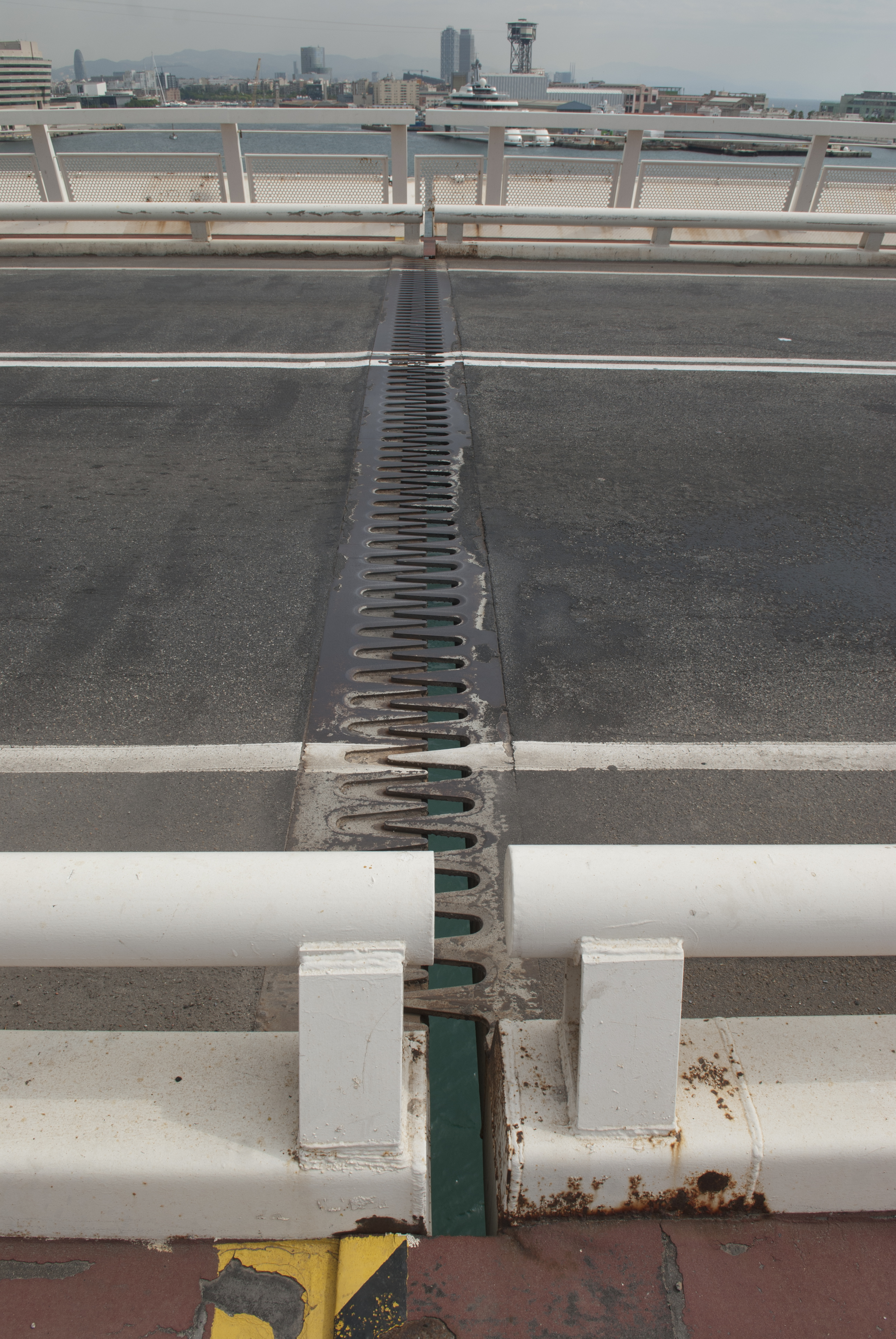
Zona de unión de los dos tableros móviles.
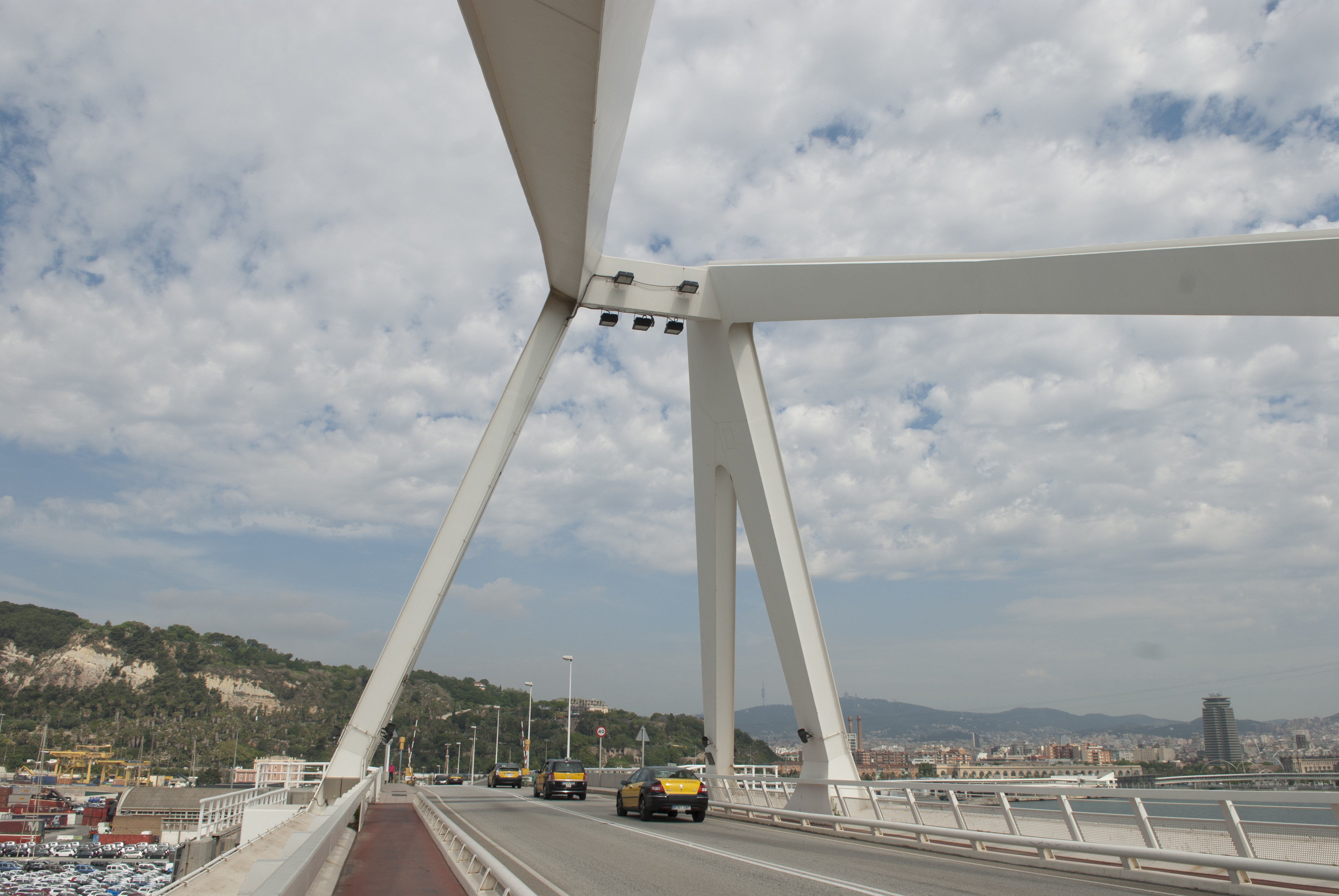
Detalle de las estructuras de acero que actúan de tirantes para aliviar los esfuerzos del tablero.
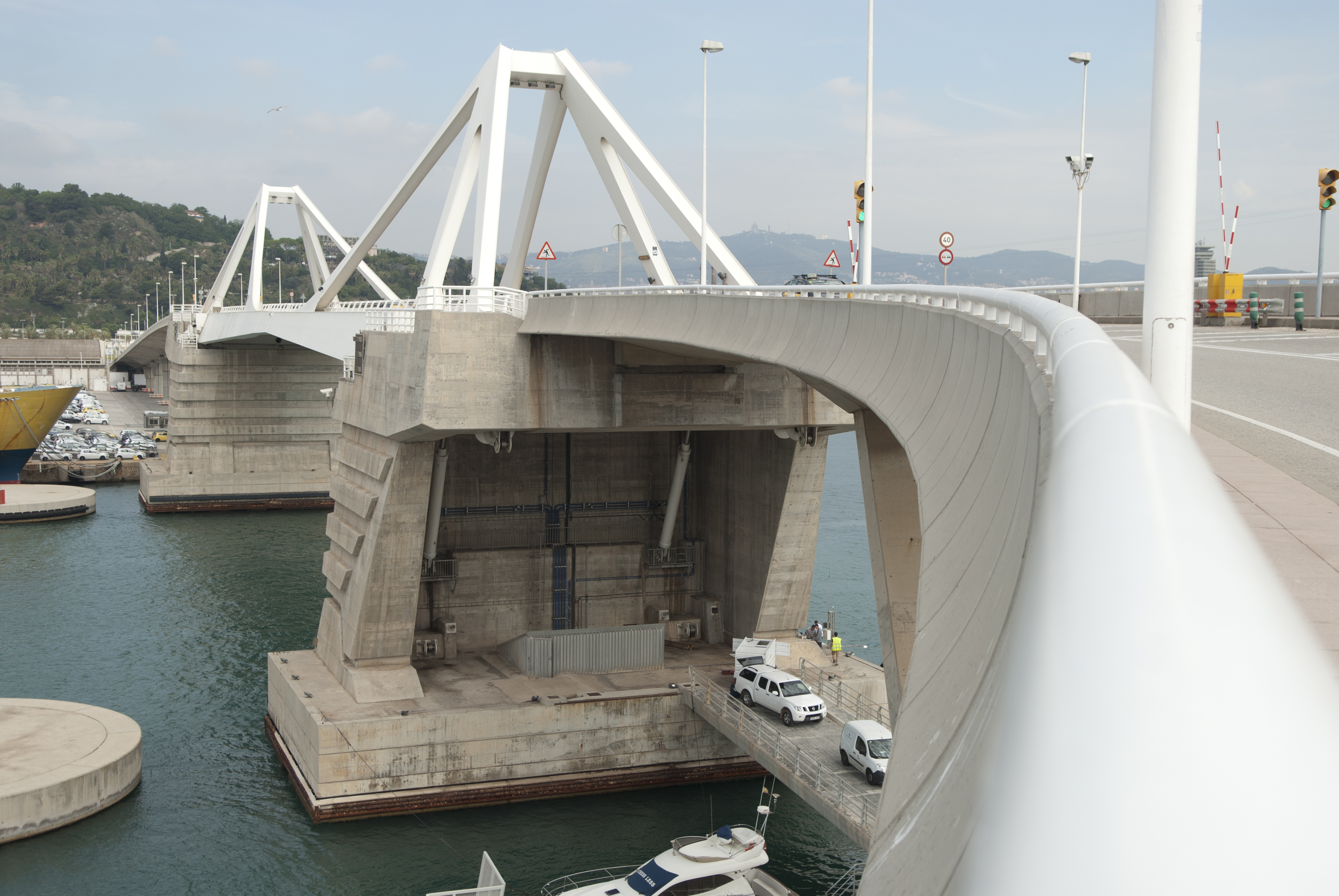
Detalle de las pilas de hormigón en forma de caja abierta. También son visibles los tubos y los pistones hidráulicos que regulan la apertura y cierre mecánico el puente.
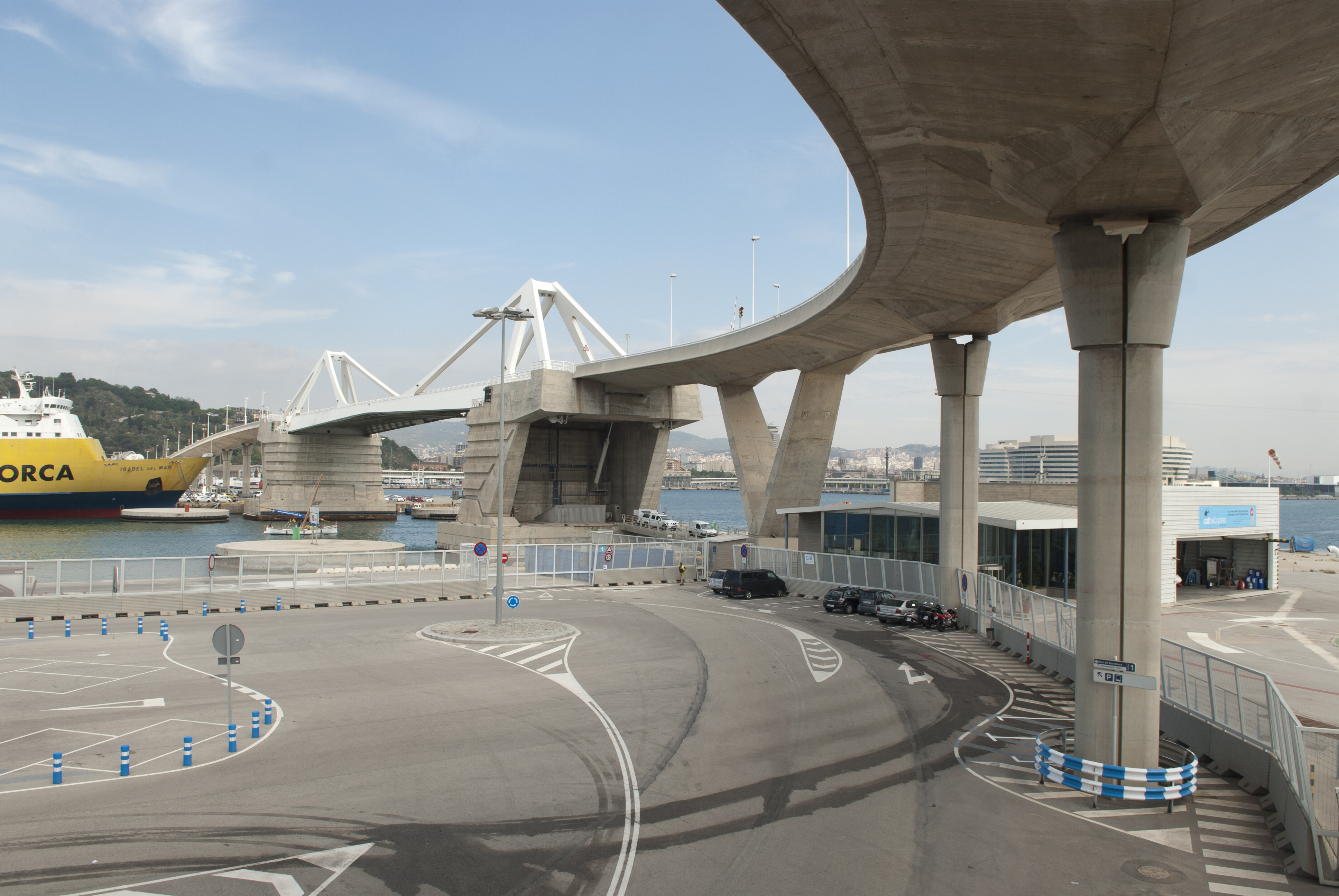
Detalle de uno de los viaductos de acceso por la parte inferior. También son visibles las pila en forma de V.
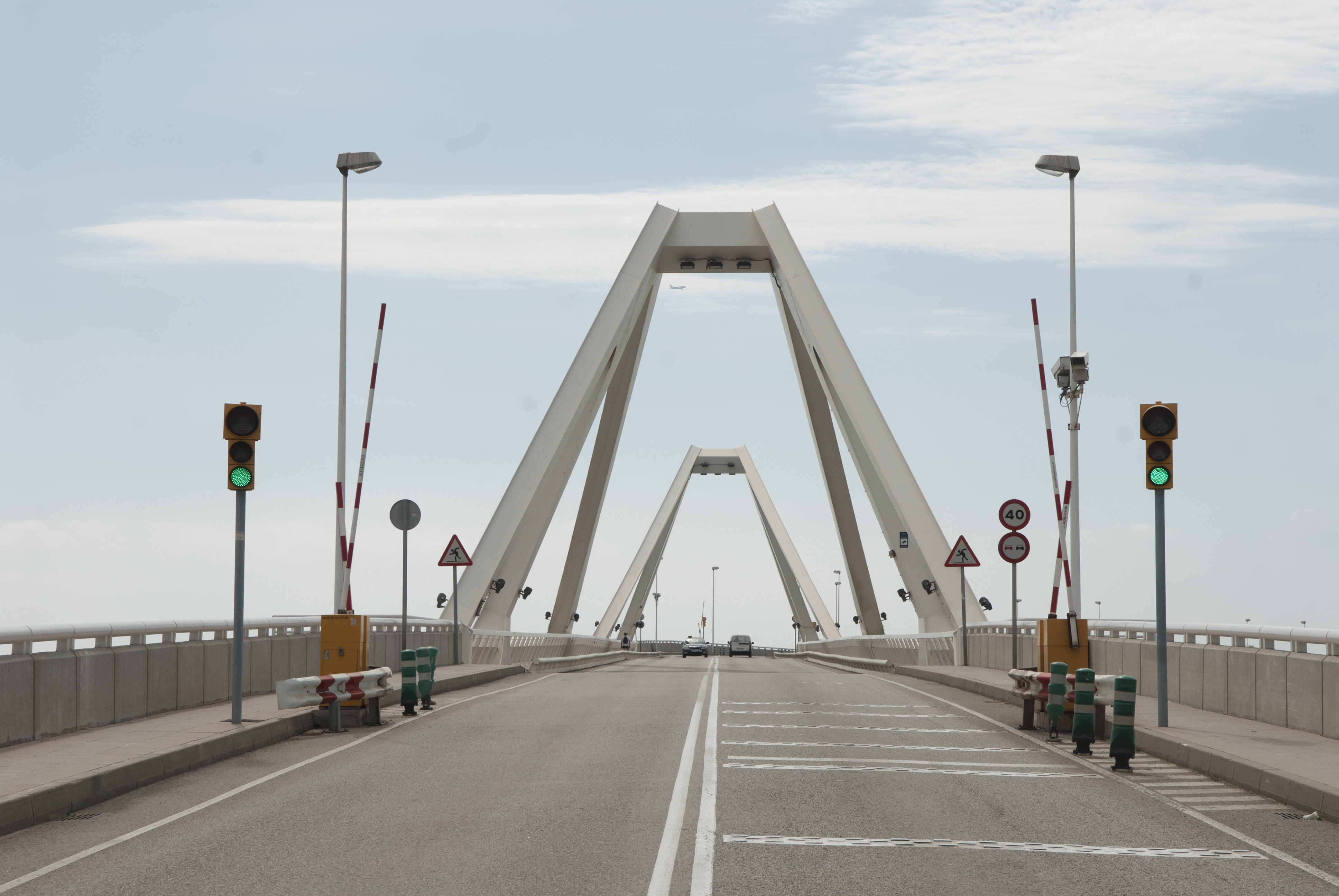
Aspecto de la calzada superior.
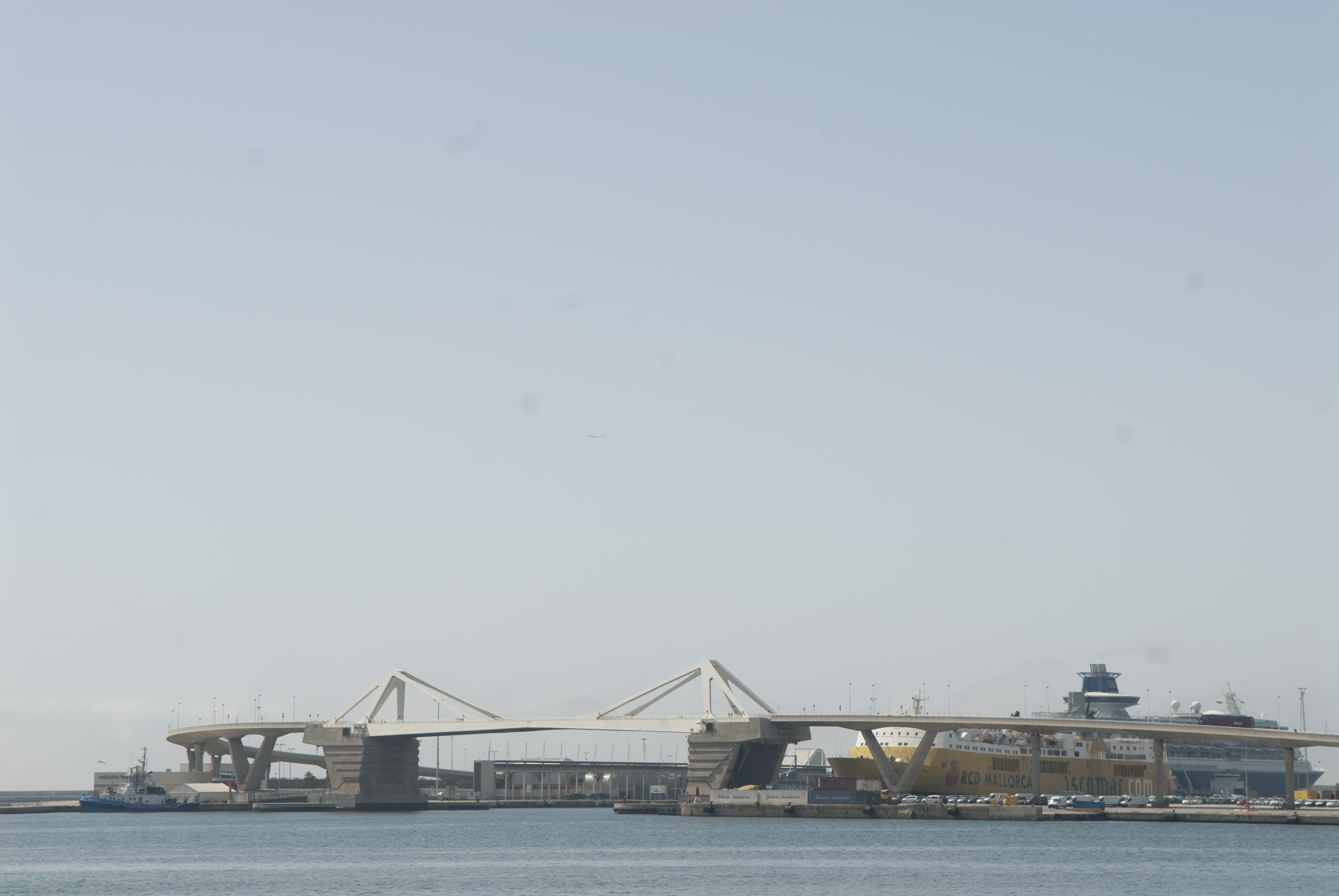
Vista del conjunto del puente con los viaductos de acceso.